# Satz von Milnor-Moore
Der Satz von Milnor-Moore, benannt nach John Milnor und John Moore,  ist ein Lehrsatz aus dem mathematischen Gebiet der Theorie der Hopf-Algebren. Er stellt unter gewissen Voraussetzungen einen Zusammenhang zwischen einer solchen Hopf-Algebra und der in ihr enthaltenen Lie-Algebra der primitiven Elemente her.

## Formulierung
Es sei {\displaystyle A=\bigoplus _{n\in N}A_{n}} eine graduierte ko-kommutative Hopf-Algebra über einem Körper {\displaystyle k} der Charakteristik {\displaystyle \operatorname {char} (k)=0} und es gelte {\displaystyle A_{0}\cong k} und {\displaystyle \dim(A_{n})<\infty } für alle {\displaystyle n}.
Es sei {\displaystyle P(A)} die graduierte Lie-Algebra der primitiven Elemente in {\displaystyle A} und {\displaystyle U(P(A))} die universelle einhüllende Algebra von {\displaystyle P(A)}.
Dann ist der natürliche Hopf-Algebren-Homomorphismus
{\displaystyle U(P(A))\to A}
ein Isomorphismus.

## H-Räume
Häufig wird auch die folgende Anwendung als Satz von Milnor-Moore bezeichnet.
Es sei {\displaystyle X} ein wegzusammenhängender homotopie-assoziativer H-Raum. Dann ist der Hurewicz-Homomorphismus
{\displaystyle \pi _{*}(X)\otimes k\to H_{*}(X;k)}
injektiv und sein Bild wird von den primitiven Elementen in {\displaystyle H_{*}(X;k)} erzeugt.

## K-Theorie
Ein Spezialfall ergibt sich durch Anwendung auf die algebraische K-Theorie eines Ringes {\displaystyle R}: der Hurewicz-Homomorphismus
{\displaystyle K_{*}(R)\otimes k\to H_{*}(BGL(R);k)}
in die Gruppenhomologie der allgemeinen linearen Gruppe ist injektiv und sein Bild wird von den primitiven Elementen in {\displaystyle H_{*}(BGL(R);k)} erzeugt.